# Triumfetta dekindtiana
Triumfetta dekindtiana là một loài thực vật có hoa trong họ Cẩm quỳ. Loài này được Engl. miêu tả khoa học đầu tiên năm 1907.